# Saint-Maurice (Île-de-France)
Saint-Maurice è un comune francese di 14 559 abitanti situato nel dipartimento della Valle della Marna nella regione dell'Île-de-France.
Fino al 1842 il comune si chiamava Charenton-Saint-Maurice; fu la sede dell'Ospizio di Charenton.

## Società

### Evoluzione demografica
Abitanti censiti

## Amministrazione

### Gemellaggi
- Curtarolo